# Cyphophthalmus montenegrinus
Cyphophthalmus montenegrinus is een hooiwagen uit de familie Sironidae. De originele naamcombinatie (protoniem) was Siro montenegrinus Hadži, 1973.